# Úvaly (Valtice)

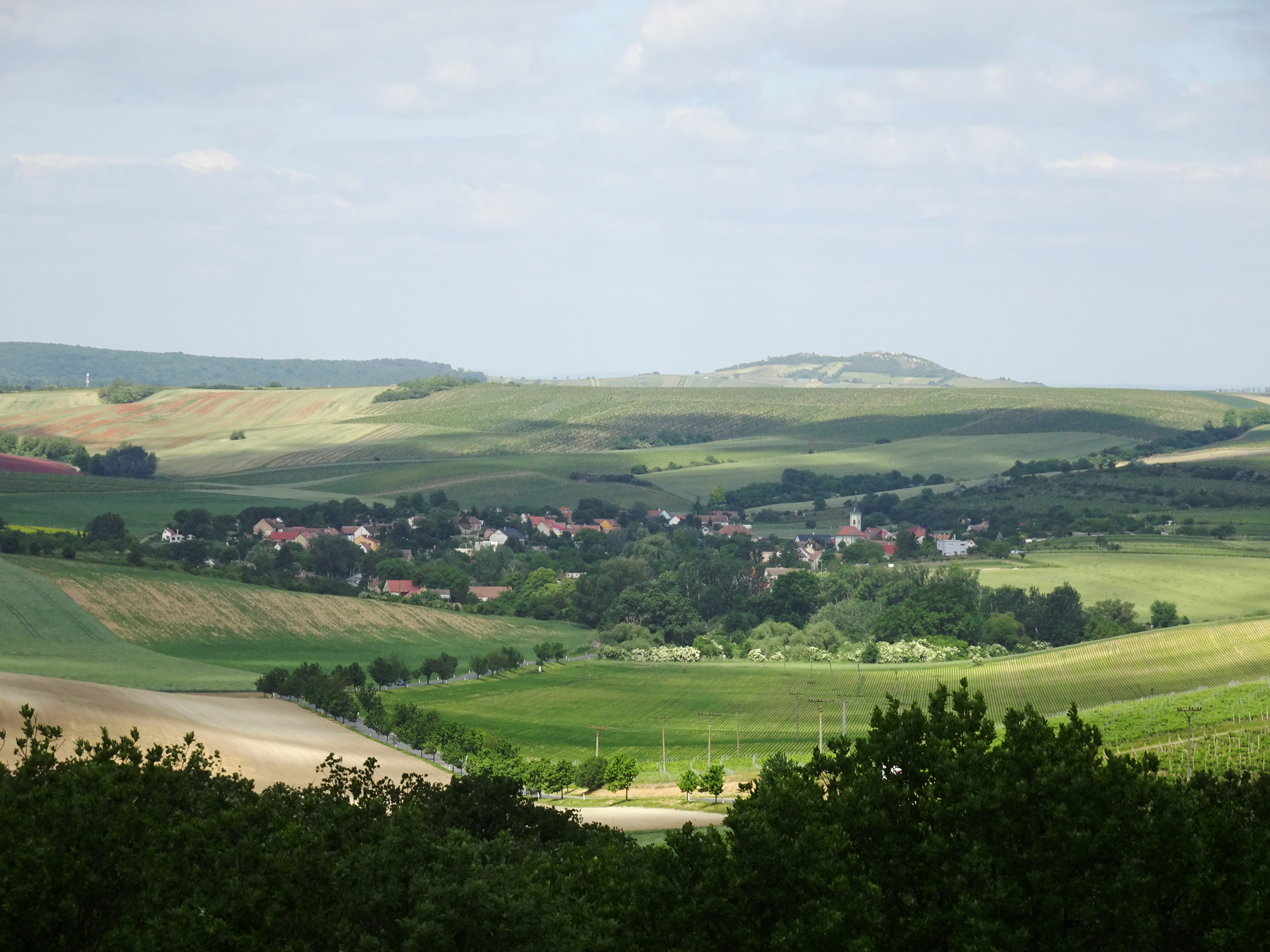
Blick auf Úvaly

Úvaly (deutsch Garschönthal) ist ein Ortsteil der Stadt Valtice in Tschechien. Er liegt vier Kilometer westlich von Valtice (Feldsberg) an der Grenze zu Österreich und gehört zum Okres Břeclav (Bezirk Lundenburg).

## Geographie
Tschechische Nachbarorte sind Sedlec (Voitelsbrunn) im Norden, Hlohovec (Bischofswarth) im Nordosten, (räumlich getrennter Kern (Hauptortsteil(e)) der Stadt:) Valtice (Feldsberg) im Osten, sowie folgende in Niederösterreich liegende Orte: Schrattenberg im Südosten, Herrnbaumgarten im Süden, Poysbrunn im Südwesten sowie Steinebrunn im Westen.

## Geschichte
Der Ort wurde erstmals im Jahre 1269 urkundlich erwähnt. Die „ui“-Mundart (bairisch-österreichisch) mit ihren speziellen Bairischen Kennwörtern, weist auf eine Besiedlung durch bayrische deutsche Stämme hin, wie sie vor allem im 12/13. Jahrhundert erfolgte. Der Ortsname änderte sich im Laufe der Jahrhunderte mehrmals. So schrieb man 1269 „Garssenthal“, 1386 „Garschenthal“, 1422 „Garsentol“ und ab 1877 „Garschental“. Ab dem Jahre 1386 kam der Ort in den Besitz der Fürsten zu Liechtenstein. In den Hussiten-, den Türkenkriegen und im Dreißigjährigen Krieg wurde Garschönthal mehrmals geplündert und niedergebrannt. Ab 1783 ist eine Schule im Ort nachweisbar.
1834 standen im Ort 84 Häuser. Im Deutsch-Österreichischen Krieg wurde die Cholera von preußischen Soldaten eingeschleppt. Dieser Seuche fielen 37 Ortsbewohner zum Opfer. Die Matriken werden seit 1615 geführt. Onlinesuche über das Landesarchiv Brünn. Die Grundbücher werden seit 1724 aufgezeichnet und werden in Feldsberg geführt. Bis zur Aufhebung der Patrimonialherrschaften blieb das Dorf der Herrschaft Feldsberg untertänig. 1894 brach ein schweres Unwetter über das Ortsgebiet aus und zerstörte große Teile der Ernte. Im Jahre 1897 wurde eine Freiwillige Feuerwehr gegründet. Die Einwohner lebten größtenteils von der Landwirtschaft, wobei der in Südmähren seit Jahrhunderten gepflegte Weinbau eine besondere Stellung einnahm. Neben dem üblichen Kleinhandwerk gab es noch eine Raiffeisenkassa und bis 1930 eine Ziegelei.

Nach dem Ersten Weltkrieg und dem Vertrag von Saint-Germain 1919 wurde der Ort, der im Jahre 1910 zu 98 % von Deutschsüdmährern bewohnt war, Bestandteil der Tschechoslowakei. Der Ort bekam den tschechischen Namen Úvaly. Durch die Neubesetzung von Beamtenposten und Siedler kam es in der Zwischenkriegszeit zu einem vermehrten Zuzug von Personen tschechischer Nationalität. 1930 ging die örtliche Ziegelei ein. Nach dem Münchner Abkommen 1938 kam der Ort an das Deutsche Reich und wurde ein Teil des Reichsgau Niederdonau. 

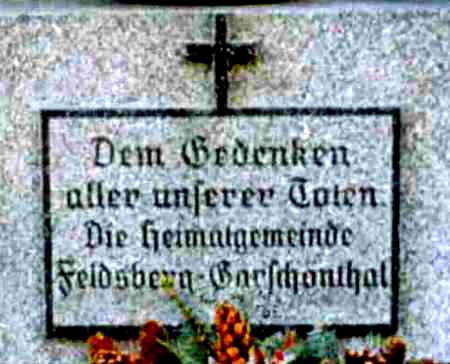
Gedenkstein der Garschönthaler in Mistelbach

Nach dem Ende des Zweiten Weltkrieges, der 38 Opfer unter den Garschönthalern forderte, kam die Gemeinde wieder zur Tschechoslowakei zurück. Bis auf 40 Personen floh die deutschmährische Bevölkerung vor den einsetzenden Nachkriegsexzessen oder wurden über die Grenze nach Österreich vertrieben. Dabei kam es zu 14 Ziviltoten.
In Übereinstimmung mit den ursprünglichen Überführungs-Zielen der Potsdamer Protokolls verlangte im Jänner 1946 die UdSSR die Umsiedlung aller Sudetendeutschen aus Österreich nach Deutschland. Da Garschönthal bis 1920 zu Österreich gehörte, wurden 546 Garschönthaler rasch in Österreich eingebürgert und nur 71 Personen nach Deutschland weitertransferiert.
Im Jahre 1964 wurde Úvaly nach Valtice (Feldsberg) eingemeindet. Im Jahre 2001 bestand das Dorf aus 62 Wohnhäusern, in denen 142 Menschen lebten.
Zum Gedenken der Todesopfer während der Vertreibung wurde in der niederösterreichischen Bezirkshauptstadt Mistelbach am Friedhof ein Gedenkstein errichtet (s. Bild).

## Siegel und Wappen
Das älteste bekannte Siegel der Herrschaftsinhaber stammt aus dem 16. Jahrhundert. Eine Abbildung des Dorfsiegels bzw. des im 19. Jahrhundert verwendeten Gemeindestempels konnte noch nicht gefunden werden.

## Bevölkerungsentwicklung
| Volkszählung | Einwohner gesamt | Volkszugehörigkeit der Einwohner | Volkszugehörigkeit der Einwohner | Volkszugehörigkeit der Einwohner |
| Jahr         | Einwohner gesamt | Deutsche                         | Tschechen                        | Andere                           |
| ------------ | ---------------- | -------------------------------- | -------------------------------- | -------------------------------- |
| 1880         | 598              | 598                              | 0                                | 0                                |
| 1890         | 650              | 648                              | 0                                | 2                                |
| 1900         | 706              | 697                              | 5                                | 4                                |
| 1910         | 657              | 648                              | 3                                | 9                                |
| 1921         | 702              | 621                              | 12                               | 69                               |
| 1930         | 732              | 630                              | 52                               | 50                               |
| 1991         | 142              |                                  |                                  |                                  |
| 2001         | 142              |                                  |                                  |                                  |

## Sehenswürdigkeiten
- Filialkirche des hl. Stanislaus (1842) von Josef Poppelack; davor gab es eine Kapelle beim Friedhof
- Pfarrhof (1920) nach Plänen des Architekten Karl Weinbrenner errichtet
- Christophorus-Statue neben der Kirche (2. Hälfte 19. Jhdt.)
- Kriegerdenkmal (1920)
- Statue des Kaisers Franz Joseph I. (nach dem Ersten Weltkrieg von Tschechen zerstört)

## Persönlichkeiten
- Rudolf Johann Geist (1900–1957), Lyriker und Erzähler